# Wohn- und Wirtschaftsgebäude Kuhmühler Weg 10

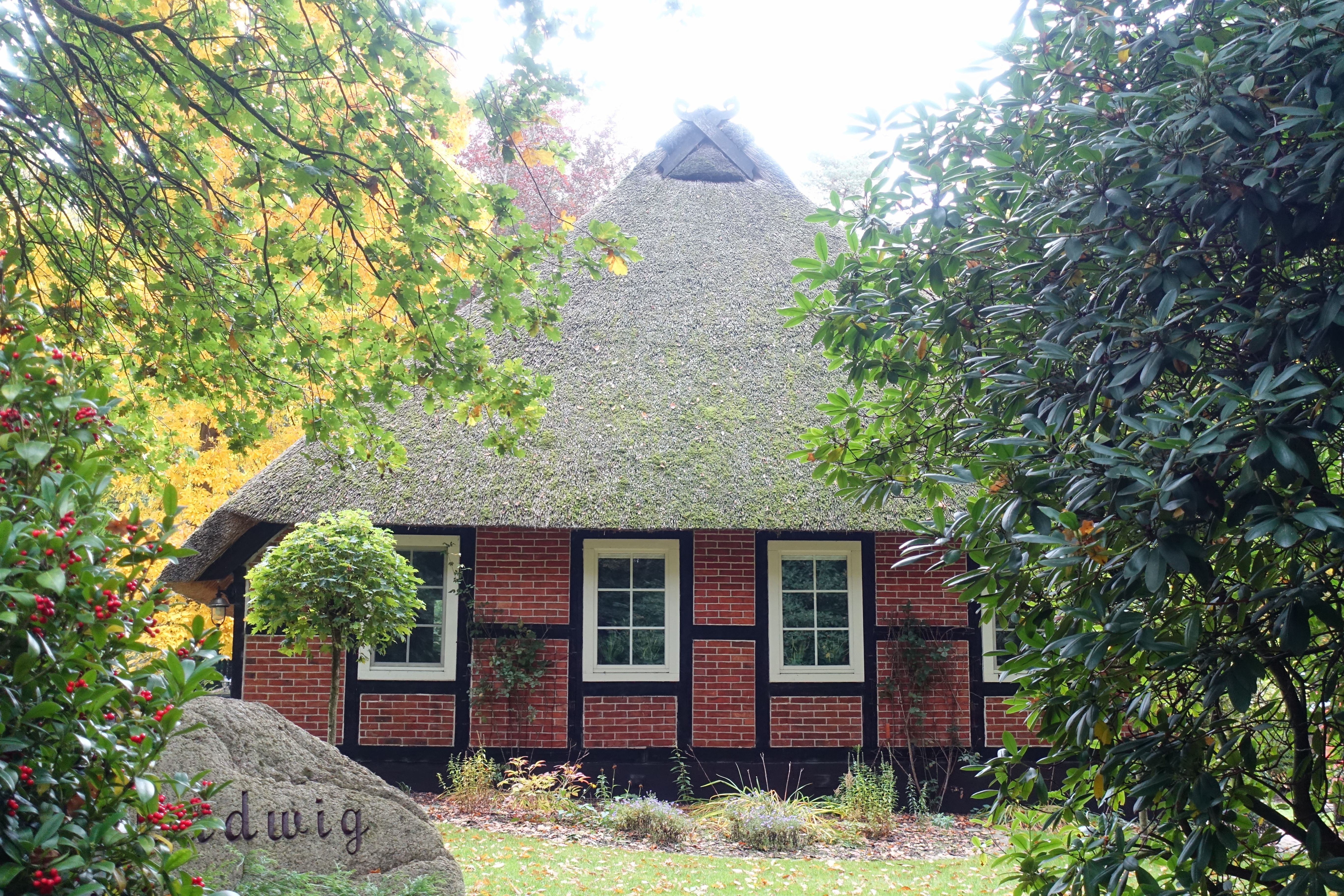
Südfassade (2022)

Das Wohn- und Wirtschaftsgebäude Kuhmühler Weg 10 in unmittelbarer Nachbarschaft zur Klostermühle in der niedersächsischen Gemeinde Groß Meckelsen, Ortsteil Kuhmühlen, wurde im 18. Jahrhundert gebaut. Aktuell (2025) wird es zum Wohnen genutzt.
Das Gebäude steht unter Denkmalschutz (siehe auch Liste der Baudenkmale in Groß Meckelsen).

## Geschichte und Beschreibung
In früheren Zeiten war Kuhmühlen ein Rittergut. Der Ort liegt im Südwesten vom Kernort Groß Meckelsen als Teil der Samtgemeinde Sittensen im Landkreis Rotenburg (Wümme).
Das eingeschossige giebelständige niedrige Gebäude als Zweiständer-Hallenhaus in Fachwerk mit Steinausfachungen, mit reetgedecktem Walmdach mit Uhlenloch, Pferdeköpfen und im Walm ausgesparter, später verglaster Grooter Door mit Korbbogen wurde 1761 (Inschrift) gebaut. Das Haus steht in einer Zweiergruppe mit dem Nachbarhaus Kuhmühler Weg 12.
Das Landesdenkmalamt befand u. a.: „… Die beiden gut überkommenen Wohn-/Wirstchaftsgebäude in Kuhmühlen (Kuhmühler Weg 10 und 12) stehen westlich der Mühle ….“